# Varýpetro
Varýpetro, en grec moderne : Βαρύπετρο), est un village, dans le dème de La Canée et le district du même nom, en Crète, en Grèce. Selon le recensement de 2011, la population de Varýpetro compte 548 habitants. La localité est située à une distance de 9 km au sud-ouest de La Canée. En 1825, la bataille de Varýpetro (el) s'est déroulée à proximité du village.